# Pueblo County
Pueblo County je okres ve státě Colorado ve Spojených státech amerických. K roku 2010 zde žilo 159 063 obyvatel. Správním městem okresu je Pueblo. Celková rozloha okresu činí 6 210 km².